# Parque Venâncio Ribeiro da Costa

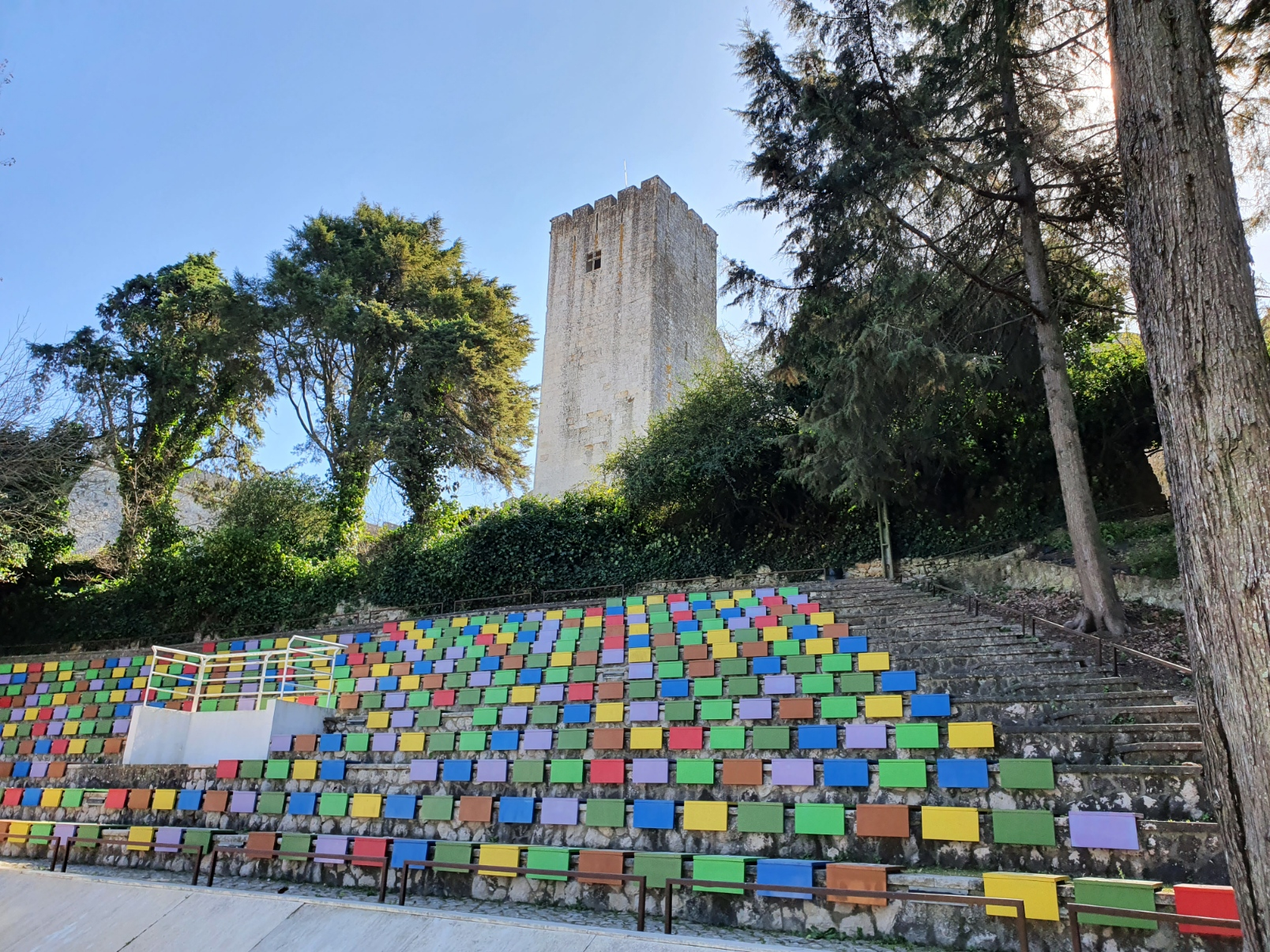
Parque Venâncio Ribeiro da Costa (2022)

Der Parque Venâncio Ribeiro da Costa ist eine Grünanlage im Zentrum der portugiesischen Kreisstadt Palmela.

## Geschichte
Der Park wurde zu Beginn des 20. Jahrhunderts zwischen dem Castelo de Palmela und dem historischen Stadtzentrum angelegt. Initiator war der Präsident der Câmara Municipal Joaquim José de Carvalho, der das städtische Leben verbessern und – ähnlich den Wäldern von Sintra und Buçaco – ein Ausflugsziel für Touristen schaffen wollte. Von der Bevölkerung wurde der Park rasch angenommen.
Später wurde er nach dem Apotheker Venâncio Ribeiro da Costa († 1930), einem großen Wohltäter der Stadt, benannt.

## Quelle
- Informationstafel vor Ort

Koordinaten: 38° 34′ 0,7″ N, 8° 54′ 3,5″ W